# Pöchlarn
Pöchlarn ist eine Stadtgemeinde mit 4025 Einwohnern (Stand 1. Jänner 2024) im Bezirk Melk in Niederösterreich (Österreich).

## Geografie
Pöchlarn liegt im Mostviertel, am rechten (südlichen) Ufer der Donau direkt an der Mündung der Erlauf, im Nibelungengau, und wird auch als Nibelungenstadt bezeichnet. Die Fläche der Stadtgemeinde umfasst 17,92 km², 16,47 % der Fläche sind bewaldet.

### Gemeindegliederung
Das Gemeindegebiet umfasst folgende fünf Ortschaften (in Klammern Einwohnerzahl Stand 1. Jänner 2024):
- Ornding (342)
- Pöchlarn (3625)
- Rampersdorf (26)
- Röhrapoint (32)
- Wörth (0)

Die Gemeinde besteht aus den sechs Katastralgemeinden Brunn, Ornding, Pöchlarn, Rampersdorf, Röhrapoint und Wörth. Weitere Ortsteile sind Brunn an der Erlauf, Kellerhäuser und Neu-Pöchlarn.

### Nachbargemeinden
| Marbach              | Klein-Pöchlarn                              | Leiben                |
| Krummnußbaum Golling | Kompassrose, die auf Nachbargemeinden zeigt | Zelking-Matzleinsdorf |
| Erlauf               | Bergland                                    |                       |

## Geschichte

### Altertum

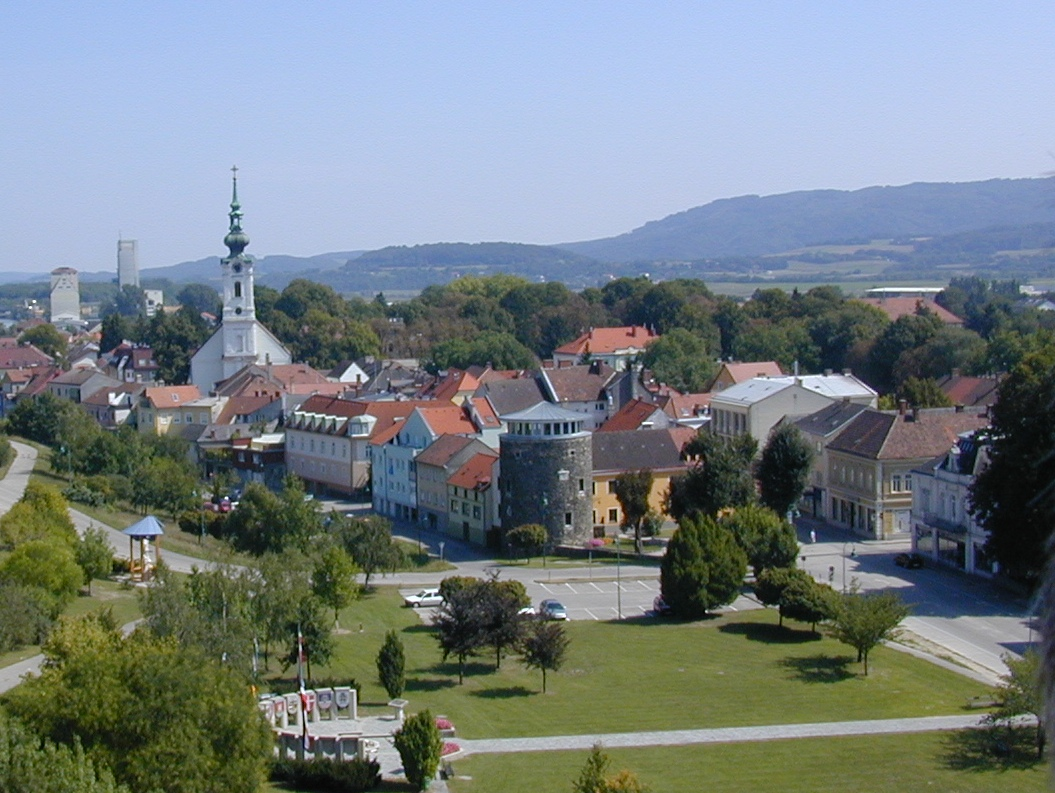
Mittig der Welserturm, der nordwestlich Eckturm der Stadtbefestigung Pöchlarn

Bereits 4000 vor Christus war die Region besiedelt. Die Menschen handelten u. a. mit dem in Klein-Pöchlarn abgebauten Serpentin. Zur Zeit der Römer verlief hier der norische Limes, die streng bewachte Grenze zu den Germanen. Das Areal des heutigen Stadtkernes lag damals auf einer Schotterinsel zwischen dem Hauptstrom der Donau und der Erlauf. Es befand sich an dieser Stelle vermutlich auch ein wichtiger Donauübergang. Unter den Flaviern wurde auf der Insel daher das Hilfstruppenkastell Arelape errichtet, in dem später auch eine Reitertruppe und ein Teil der römischen Donauflotte stationiert war. Auch einen Hafen legten die Römer an.
- Kastell Pöchlarn

### Mittelalter
832 schenkte Ludwig der Deutsche dem Bistum Regensburg die Herilungoburg samt umliegenden Gebiet. Die Lage dieser Burg ist zwar umstritten, aber das Pöchlarner Gebiet war jedenfalls Teil dieser Schenkung und es blieb für beinahe 1000 Jahre im Besitz von Regensburg. Die Regensburger Bischöfe hatten auch flussaufwärts der Erlauf Besitzungen (Wieselburg, Steinakirchen), für die sie um 1100 im Bereich des ehemaligen Römerlagers eine Siedlung als Handels- und Umschlagplatz anlegten. Wichtige Handelsgüter waren Wein, Salz und Eisen aus der Eisenwurzen.
Pöchlarn wird im Nibelungenlied (13. Jahrhundert) als Stammburg des Rüdiger von Bechelaren erwähnt.

### Neuzeit
Durch Markt und Befestigung bekam der Ort städtischen Charakter und wurde 1267 Stadt genannt. Die wirtschaftliche Blütezeit erlangte Pöchlarn im 16. Jahrhundert.
Infolge des Dreißigjährigen Kriegs, Misswirtschaft regensburgischer Pfleger und zweier großer Stadtbrände 1664 und 1766 verlor der Ort seine überregionale Bedeutung als Marktplatz. Durch den Reichsdeputationshauptschluss 1803 endete die Herrschaft des Bistums Regensburg. 1805 und 1809 wurde der Ort von den Franzosen besetzt, Kriegssteuern und Plünderungen setzten der Stadt zu.
Von 1719 bis 1911 bestand an der Erlauf ein Holzschwemmrechen und es wurde eine Holzindustrie aufgebaut. Der Name des Ortsteils Am Rechen erinnert noch heute daran. Im 19. Jahrhundert stand hier das größte Sägewerk der Habsburgermonarchie. Weiteren wirtschaftlichen Aufschwung brachte der Bau der Kaiserin Elisabeth-Bahn (Westbahn) 1858 und der Lokalbahn nach Gaming (1877). Von 1893 bis 2001 verband eine Fähre den Ort mit dem gegenüberliegenden Donauufer. Seit 2001 besteht mit der Donaubrücke Pöchlarn eine Straßenverbindung über die Donau. Der Bau des Donaukraftwerks Melk 1979–1981 beendete die Bedrohung durch Hochwasser.

## Kultur und Sehenswürdigkeiten
- Stadtbefestigung Pöchlarn

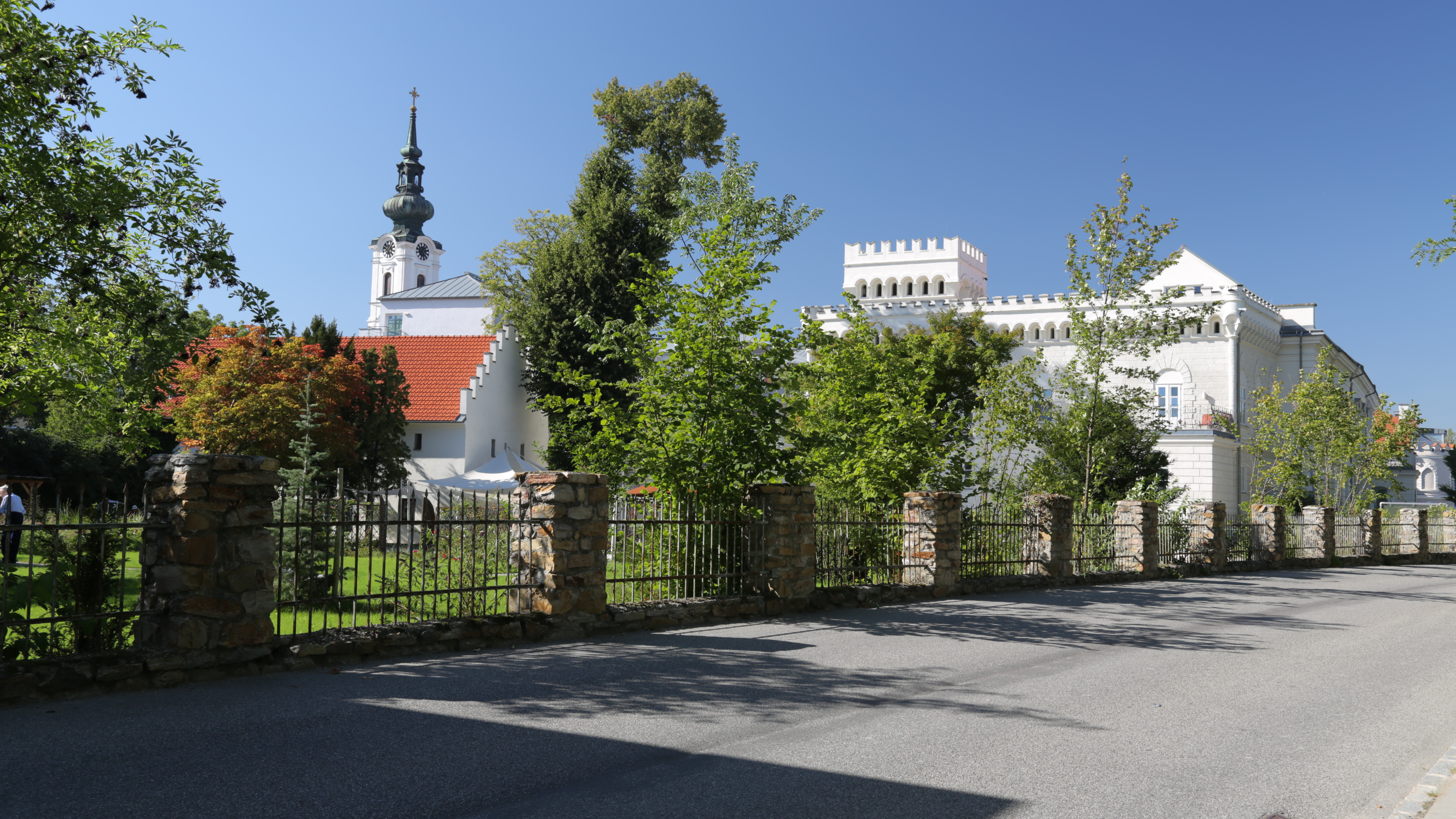
Pfarrkirche Pöchlarn und Schloss Pöchlarn

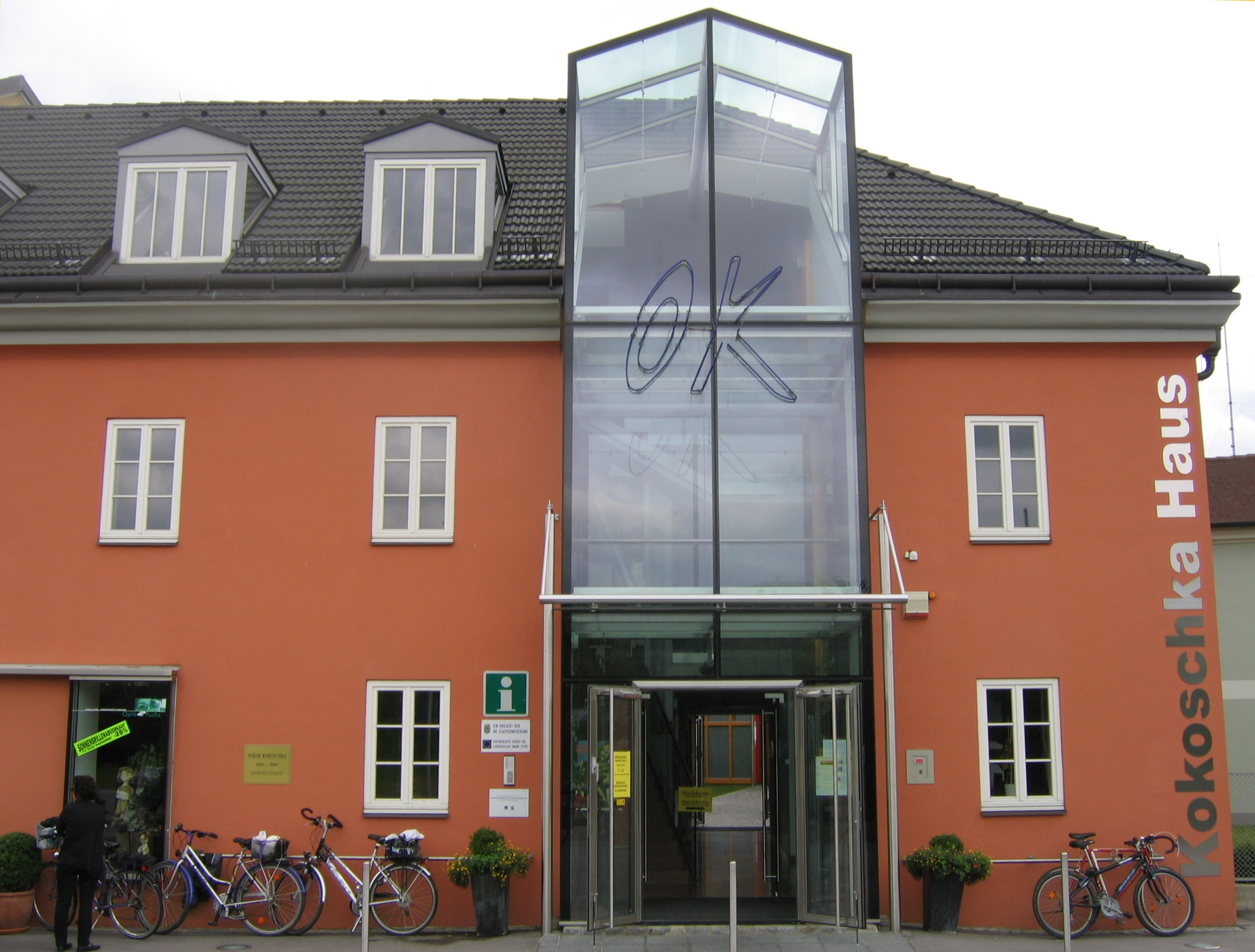
Kokoschka-Haus

- die Katholische Pfarrkirche Pöchlarn Maria Himmelfahrt – erbaut zwischen 1389 und 1429, nach einem Brand 1766 in barockem Stil erneuert
- das Kokoschka-Haus, das Geburtshaus von Oskar Kokoschka beherbergt OK-Dokumentation mit Werken von Kokoschka selbst und Wechselausstellungen, überwiegend mit Werken seiner Schüler
- das 800 Jahre alte Rathaus
- der alte Rathauskeller als Veranstaltungsort
- der Welserturm – ehemals Nordwest-Eck der Stadtbefestigung, seit 1931 Heimatmuseum
- der Demmerturm
- das Renaissanceschloss Pöchlarn[5]
- das Tischlermuseum
- das Nibelungendenkmal mit den Wappen der Nibelungenstädte
- die Altstadt

## Wirtschaft und Infrastruktur

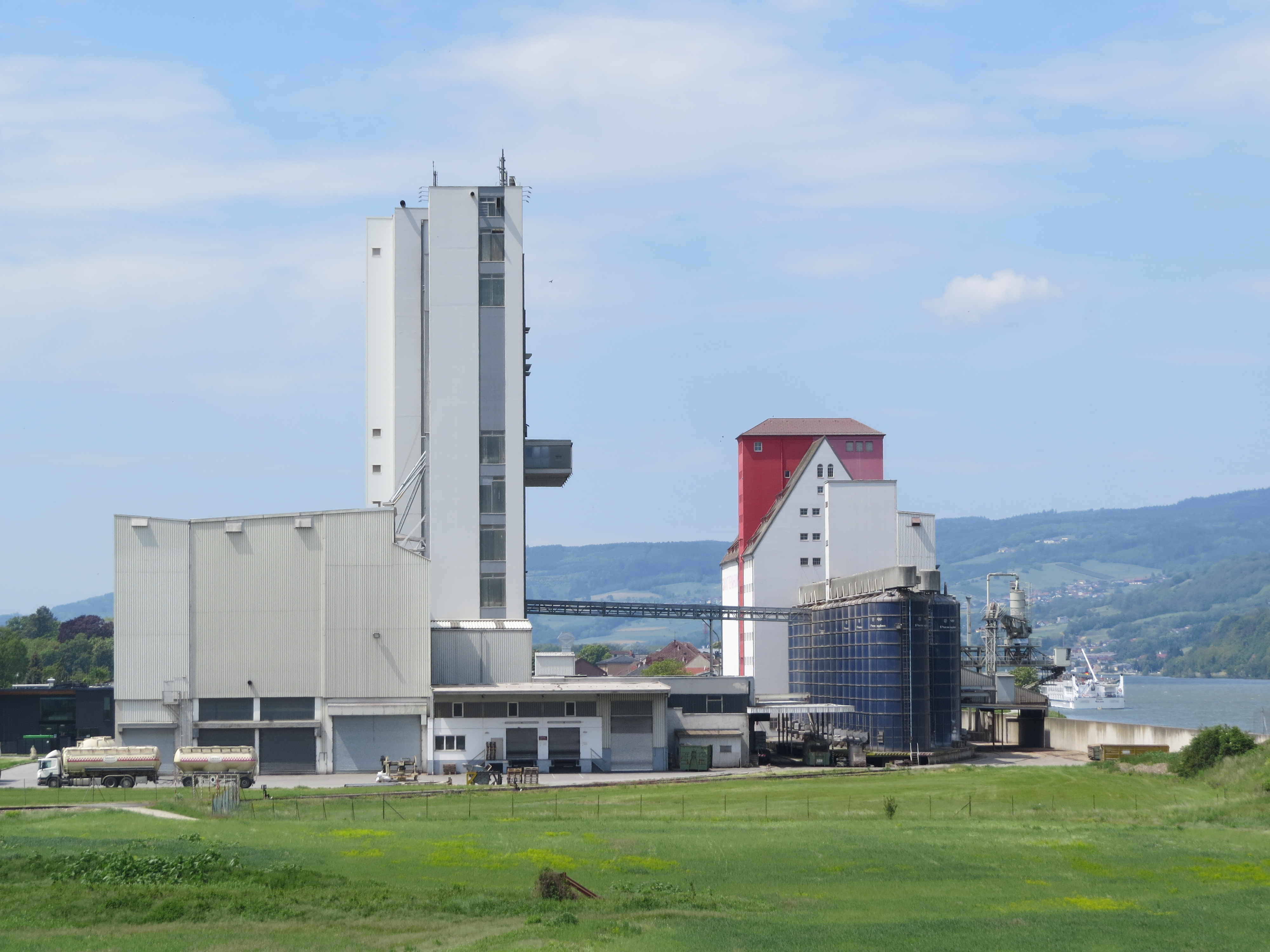
Garant-Tiernahrung in Pöchlarn (2019)

Auf Grund der verkehrstechnisch günstigen Lage ist Pöchlarn ein wichtiger Wirtschaftsstandort in der Region. Zu den größten Arbeitgebern zählen die Unternehmen Vetropack (Verpackungsglas), Bramac (Dachziegel) und Lasselsberger (Keramik und Baustoffe), daneben existieren auch noch etliche andere Klein- und Mittelbetriebe. Der neu errichtete Autobahnanschluss Pöchlarn (A1 exit 90) unterstützte die Entwicklung eines Betriebsansiedelungsgebiets.

### Verkehr
- Straße: Auf der Straße ist Pöchlarn über die Westautobahn A1 (exit 90), die Wiener Straße B1 verbunden. Siehe auch Donaubrücke Pöchlarn.
- Bahn: Mit der Eisenbahn über die Österreichische Westbahn
- Wasserweg: Am Wasserweg auf der Donau. Bevor 2001 die Straßenbrücke (B 209) eröffnet wurde, erledigte hier eine Rollfähre, später eine Dieselfähre,[2] die Überfuhr auch für PKW.[6] Seit November 2001 ist Pöchlarn mit dieser Straßenbrücke mit der Gemeinde Klein-Pöchlarn am linken (nördlichen) Donauufer verbunden. Dort verläuft die Donau Straße B3 und es befindet sich dort ein aufgelassener Bahnhof der Donauuferbahn. Für den Donauradweg wird bevorzugt das linke Ufer genutzt.

### Sport und Freizeit
In Pöchlarn findet sich ein intaktes und dichtes Netz an Vereinen, zu den bekanntesten zählen u. a.
- ASVÖ VHS Pöchlarn
- Caritas Sozialstation
- Goldhaubengruppe
- „Gösser Team“ Ornding
- Imkerverein Pöchlarn
- Jachtclub Nibelungengau
- Kleintierzuchtverein
- KOBV Pöchlarn – Behindertenverband
- MC Nibelungen
- Männerchor Herrn Hörn
- Modellbauclub Bussard
- Naturfreunde
- Nibelungen Pass Pöchlarn
- Pfadfinder
- Ritterschaft zu Bechelaren
- Schützenverein Pöchlarn
- Stadtkapelle Pöchlarn
- Sportverein HOGE Bau Pöchlarn-Golling
- Union Rad Club Nibelungen-Pöchlarn
- Union Ruderverein Pöchlarn
- Union Tennisclub Pöchlarn
- Verein Stadtmarketing Pöchlarn

### Bildung
Neben Volksschule, Hauptschule, Allgemeiner Sonderschule und Musikschule befinden sich in Pöchlarn eine Berufsschule für das Tischlergewerbe, für Zimmerer, Informationstechnologie sowie die einzige österreichische Berufsschule für Fassbinder. Diesem Berufsschulkomplex ist ein Internat angeschlossen. Auch eine Meisterklasse der Tischler ist hier angesiedelt.

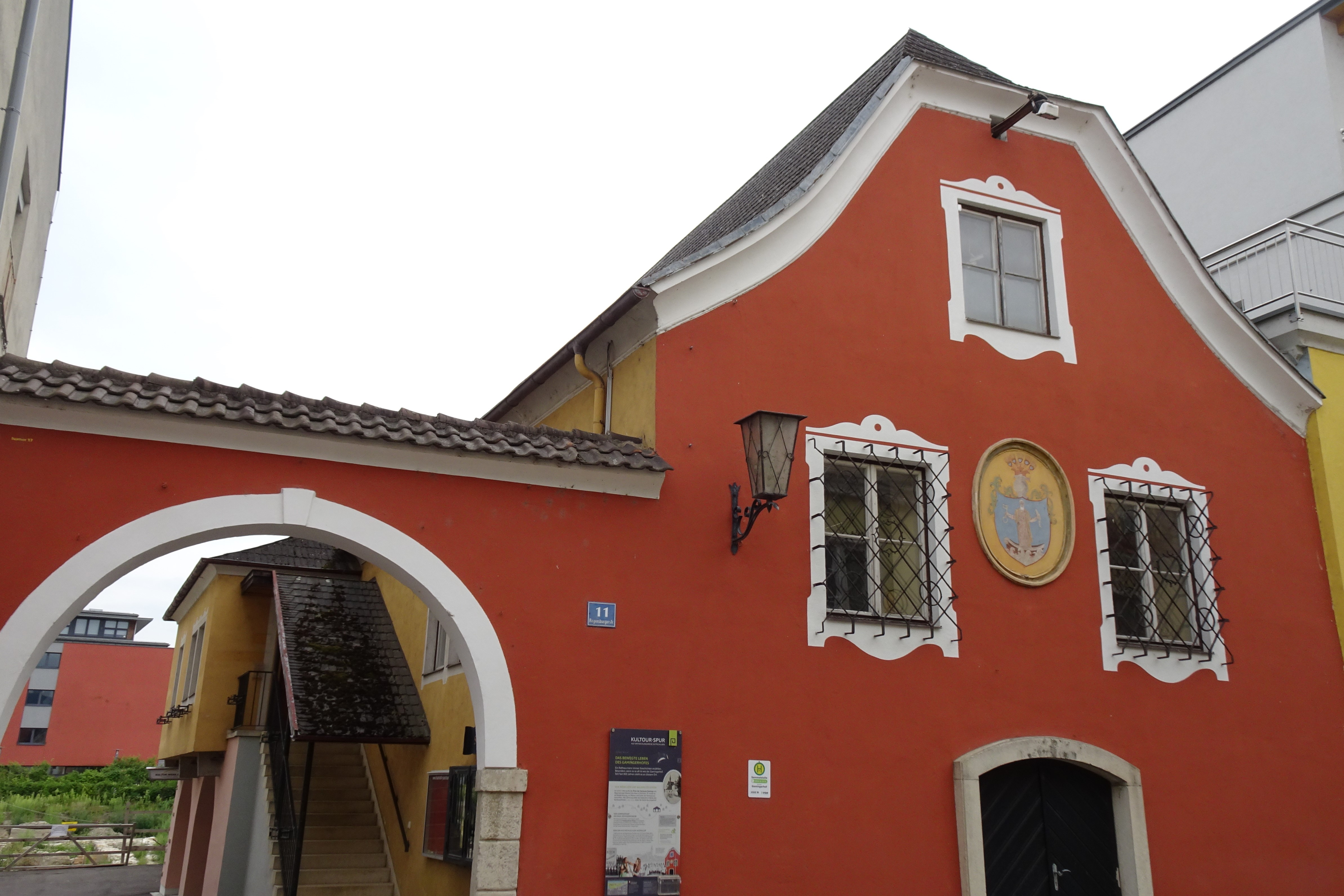
Der Gamingerhof, das ehemalige Rathaus
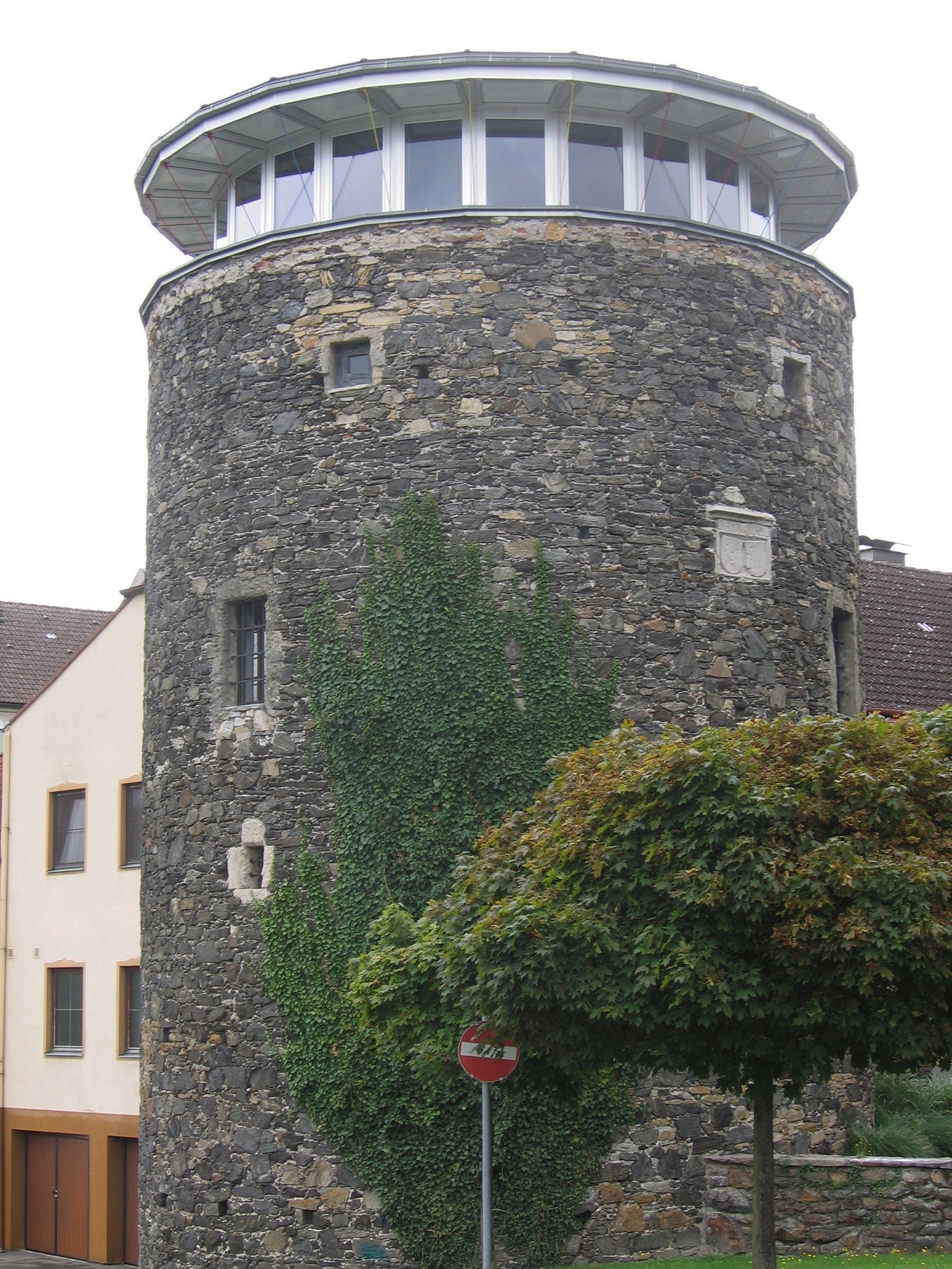
Welserturm
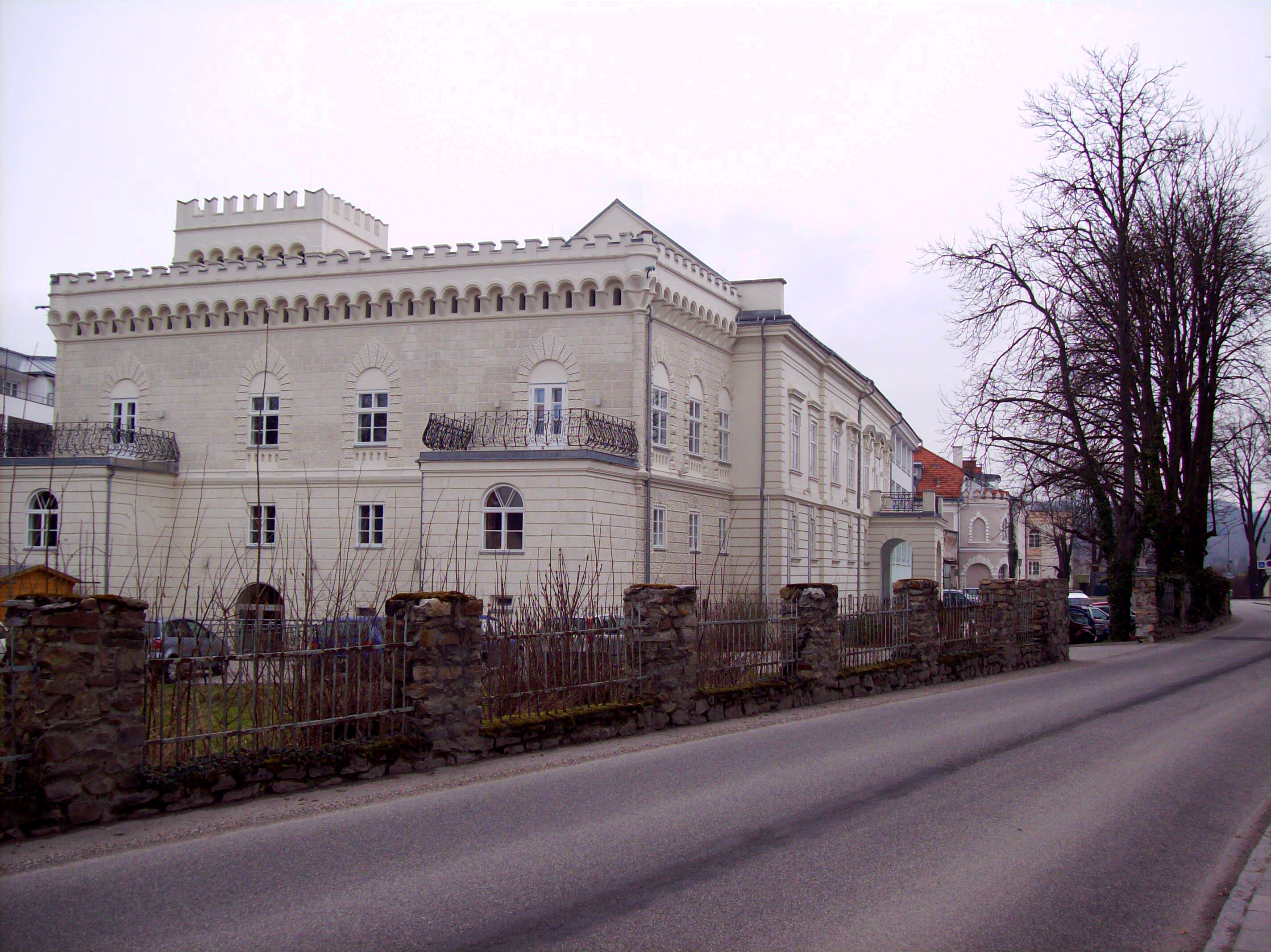
Renaissanceschloss Pöchlarn
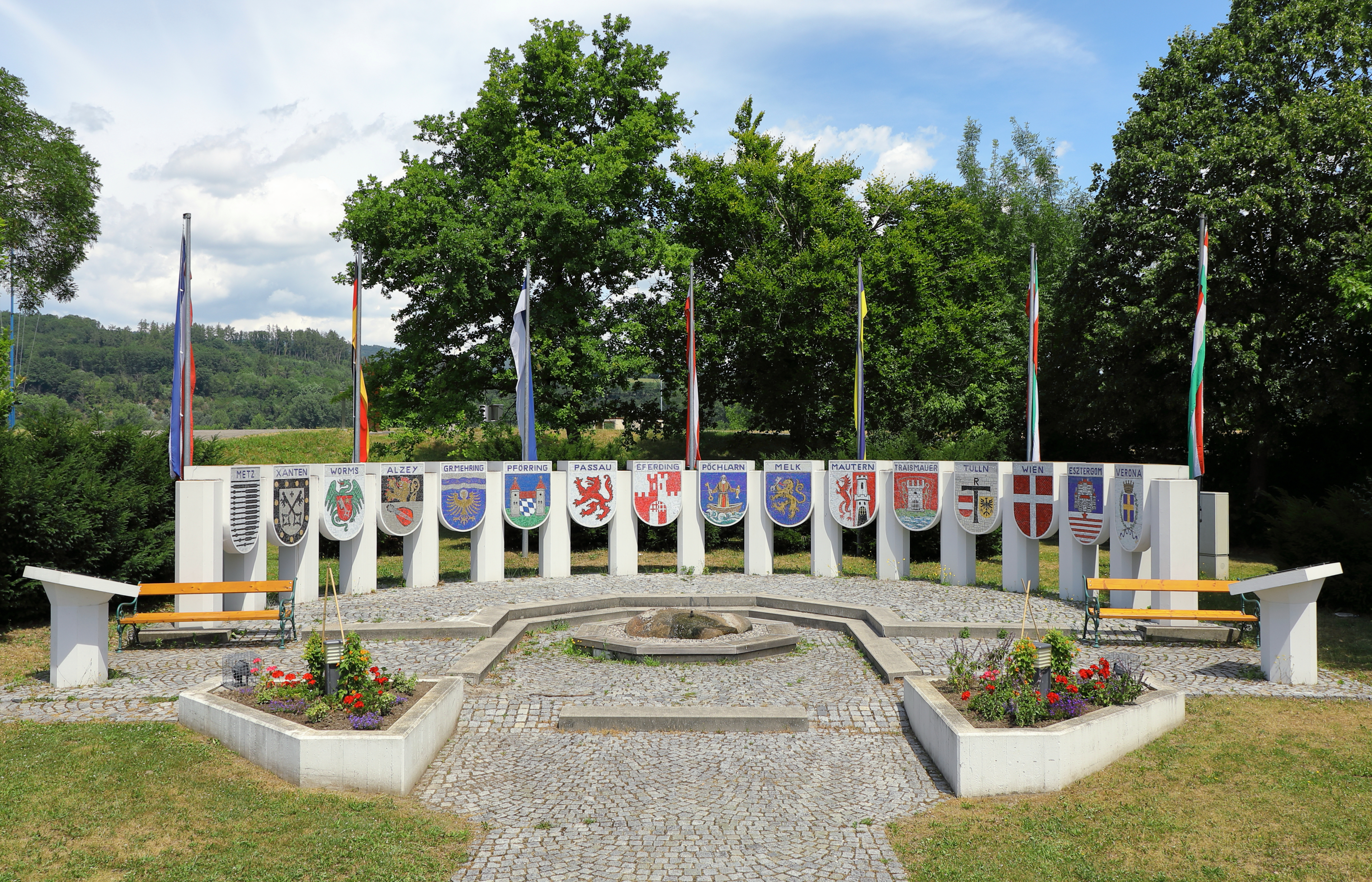
Nibelungendenkmal an der Donaulände
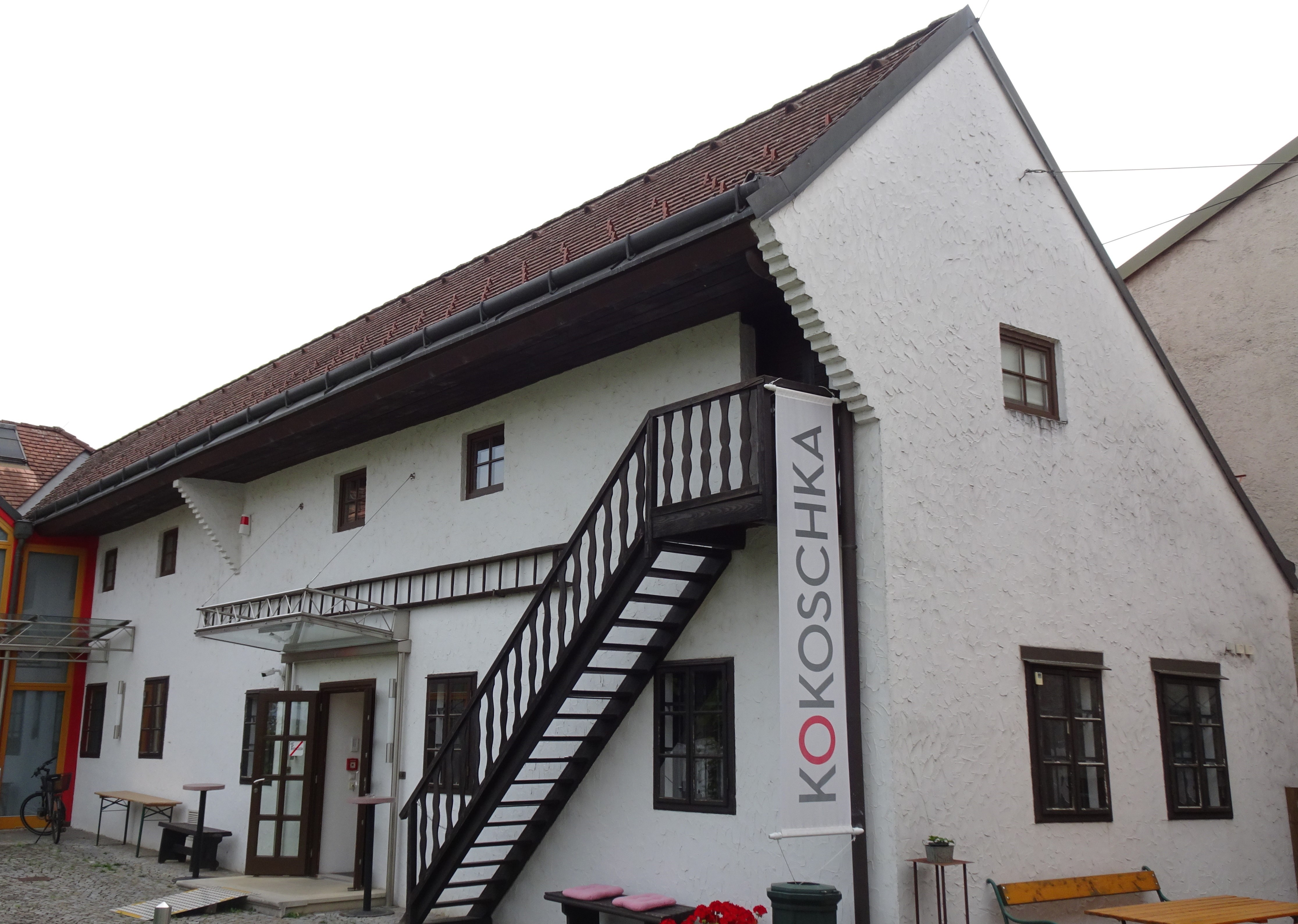
Geburtshaus von Oskar Kokoschka, im Hof des Museums

## Politik
Der Gemeinderat hat 23 Mitglieder.
- Mit den Gemeinderatswahlen in Niederösterreich 1990 hatte der Gemeinderat folgende Verteilung: 16 ÖVP und 7 SPÖ.
- Mit den Gemeinderatswahlen in Niederösterreich 1995 hatte der Gemeinderat folgende Verteilung: 15 ÖVP, 7 SPÖ und 1 FPÖ.[7]
- Mit den Gemeinderatswahlen in Niederösterreich 2000 hatte der Gemeinderat folgende Verteilung: 12 ÖVP, 10 SPÖ und 1 FPÖ.[8]
- Mit den Gemeinderatswahlen in Niederösterreich 2005 hatte der Gemeinderat folgende Verteilung: 11 ÖVP, 9 SPÖ, 3 Grüne und 1 FPÖ.[9]
- Mit den Gemeinderatswahlen in Niederösterreich 2010 hatte der Gemeinderat folgende Verteilung: 11 ÖVP, 4 FPÖ, 4 SPÖ, 3 Die Neue Initiative Pöchlarn und 1 Grüne.[10]
- Mit den Gemeinderatswahlen in Niederösterreich 2015 hatte der Gemeinderat folgende Verteilung: 12 ÖVP, 6 FPÖ, 3 SPÖ, 1 Die Neue Initiative Pöchlarn und 1 Grüne.[11]
- Mit den Gemeinderatswahlen in Niederösterreich 2020 hatte der Gemeinderat folgende Verteilung: 12 ÖVP, 5 FPÖ, 4 SPÖ und 2 Grüne.[12]
- Mit den Gemeinderatswahlen in Niederösterreich 2025 hat der Gemeinderat folgende Verteilung: 15 ÖVP, 6 FPÖ und 3 SPÖ.[13]

### Bürgermeister
- 1988–1998 Rupert Strauß (ÖVP)
- 1998–2004 Georg Fuchs (ÖVP)
- 2004–2014 Alfred Bergner (ÖVP)
- 2014–2022 Franz Heisler (ÖVP)
- seit 2022 Barbara Kainz (ÖVP)

### Partnergemeinden
- seit 1996  Riedlingen in Baden-Württemberg (Deutschland)

## Persönlichkeiten

### Söhne und Töchter der Gemeinde
- Johann Rasch (1540–1612), Kleriker, Schriftsteller, Organist, Mathematiker und Buchhändler
- Johann Dangl (1870–1944), Bürgermeister von Inning und Abgeordneter zum Landtag von Niederösterreich
- Romuald Pramberger (1877–1967), Benediktiner, Volkskundler und Schriftsteller
- Oskar Kokoschka (1886–1980), Maler, Grafiker und Schriftsteller des Expressionismus
- Hildegard Wais (1909–1986), Dichterin
- Karl Hager (1938–2010), Politiker (SPÖ)
- Manfred Angerer (1953–2010), Musikwissenschaftler
- Wolf Gruber (* 1969), Kabarettist, Moderator und Schauspieler

### Mit der Gemeinde verbundene Persönlichkeiten
- Matthäus Bauchinger (1851–1934), Priester, Politiker und Stadtpfarrer
- Rüdiger von Bechelaren, Figur aus der Nibelungensage, deren Existenz historisch nicht belegt werden kann
- Stefan Fischer (* 1966), früherer Chefredakteur der Windhoeker Allgemeinen Zeitung, lebt seit 2018 in Pöchlarn
- Felix Gundacker (* 1960), Genealoge und Gründer der genealogischen Datenbankplattform GenTeam
- Ursula Strauss (* 1974), Schauspielerin